# Wojciech Frykowski
Wojciech Frykowski (ur. 22 grudnia 1936 w Łodzi, zm. 9 sierpnia 1969 w Beverly Hills) – polski producent filmowy, brat producenta Jerzego Kajetana Frykowskiego, ojciec operatora filmowego Bartłomieja Frykowskiego.

## Życiorys
Był synem prywatnego przedsiębiorcy Jana Frykowskiego. Miał dwóch braci: Jerzego Kajetana i Macieja. Ukończył technikum włókiennicze w Łodzi oraz Wydział Włókienniczy na Politechnice Łódzkiej. W listopadzie 1958 poślubił łódzką modelkę Ewę Marię Morelle, która w 1959 urodziła ich syna Bartłomieja. Córką Bartłomieja jest Agnieszka Frykowska, znana m.in. z udziału w reality show Big Brother. Wojciech miał problem alkoholowy i często stosował przemoc fizyczną wobec żony, o którą był zazdrosny. W latach 1963–1964 był mężem Agnieszki Osieckiej, którą poślubił w Zakopanem. Osiecka rozstała się z nim pół roku później, m.in. z uwagi na stosowanie wobec niej i jej bliskich przemocy fizycznej, a także niewierność i problemy alkoholowe męża. 
Przyjaźnił się z reżyserem filmowym Romanem Polańskim, któremu wyprodukował 10-minutową etiudę filmową Ssaki (1961). Na zaproszenie Polańskiego wyleciał do Stanów Zjednoczonych w nadziei zrobienia kariery pisarskiej. W USA spotykał się z Abigail Folger, bliską przyjaciółką Sharon Tate, aktorki i żony Polańskiego. Frykowski i Folger postanowili zostać z Tate, która była w ósmym miesiącu ciąży, podczas gdy Polański przebywał w Europie, pracując nad nowym filmem. 9 sierpnia 1969 Frykowski został zamordowany wraz z narzeczoną i przyjaciółmi: Sharon Tate, Jayem Sebringem i Stevenem Parentem przez członków sekty Charlesa Mansona w posiadłości Polańskiego w Beverly Hills w Kalifornii. Ciało Frykowskiego poddano kremacji 22 sierpnia 1969 w Los Angeles, a prochy pogrzebano na Starym Cmentarzu przy ul. Ogrodowej w Łodzi.

## Filmografia
- 1961 „Ssaki” (Etiuda 10 min) – producent
- 1995 „A&E Biography: Charles Manson – Journey Into Evil” – fotografie archiwalne Wojciecha Frykowskiego (niewymieniony w czołówce)